# Wallerfing
Wallerfing település Németországban, azon belül Bajorországban. Lakosainak száma 1292 fő (2023. december 31.). Wallerfing Oberpöring, Aholming, Buchhofen, Osterhofen és Eichendorf községekkel határos.

## Népesség
A település népessége az elmúlt években az alábbi módon változott:
| Lakosok száma | 603  | 798  | 1124 | 1183 | 1357 | 1321 | 1313 | 1321 | 1266 | 1292 |
|               | 1875 | 1950 | 1975 | 1987 | 2012 | 2014 | 2016 | 2017 | 2021 | 2023 |